# Im Flieger über …
Im Flieger über … (Französisch: Par avion) ist eine französische Dokumentarserie, die seit dem 15. April 2013 auf Arte ausgestrahlt wird. In jeder Folge entdeckt der Pilot und Reporter Vincent Nguyen eine Region Europas aus der Vogelperspektive. Er fliegt mit lokalen Piloten und trifft sich mit Einheimischen, um die Sehenswürdigkeiten der Region zu entdecken.
Die ersten 15 Folgen der Serie beschreiben Regionen verschiedener europäischer Länder (Island, Deutschland, Italien, Belgien …). In den folgenden Episoden tritt Vincent Nguyen in die Fußstapfen von Piloten der Luftpost und macht eine Reise von Toulouse nach Marokko entlang der Südküste der Iberischen Halbinsel.

## Episoden

### Erster Teil –Regionen Europas(Folge 1–15)
Auslandsjournalist und Fotoreporter, aber auch ein passionierter Pilot, Vincent Nguyen stellt in jeder Folge die Schönheit einer anderen Region Europas aus der Luft vor. Dabei wird er jeweils von einem einheimischen Piloten begleitet, der ihm nach der Landung nicht nur historische und kulturelle Besonderheiten der Region erläutert, sondern ihm auch interessante Bewohner vorstellt.
| Folge | Titel                                      | Erstausstrahlung |
| ----- | ------------------------------------------ | ---------------- |
| 1     | Island – Das Land von Eis und Feuer        | 15. Apr. 2013    |
| 2     | Island – Der Rand des Polarkreises         | 16. Apr. 2013    |
| 3     | Schottland – Die Highlands                 | 17. Apr. 2013    |
| 4     | Schottland – Die Hebriden                  | 18. Apr. 2013    |
| 5     | Italien – Venetien                         | 19. Apr. 2013    |
| 6     | Italien – Die Emilia-Romagna               | 22. Apr. 2013    |
| 7     | Italien – Die Toskana                      | 23. Apr. 2013    |
| 8     | Italien – Die Lombardei                    | 24. Apr. 2013    |
| 9     | England – Von Chichester zur Isle of Wight | 25. Apr. 2013    |
| 10    | England – Sussex                           | 26. Apr. 2013    |
| 11    | Schweiz – Von Neuchâtel nach Fribourg      | 29. Apr. 2013    |
| 12    | Schweiz – Vom Wallis bis zum Kanton Waadt  | 30. Apr. 2013    |
| 13    | Deutschland – Der Harz                     | 1. Mai 2013      |
| 14    | Deutschland – Die Ruhr                     | 2. Mai 2013      |
| 15    | Belgien – Flandern                         | 3. Mai 2013      |

### Zweiter Teil –Luftpost(Folge 16–25)
Am Ende seiner Europaexpedition folgt Vincent Nguyen den Spuren der Helden der Luftpost, diesmal am Steuer seines eigenen Flugzeug, einer gelben Piper Super Cub. Vincent startet von Toulouse, dem Geburtsort des legendären Epos der Flugpioniere, und fliegt bis in die brennende Wüste im südlichen Marokko.
| Folge | Titel                             | Erstausstrahlung |
| ----- | --------------------------------- | ---------------- |
| 16    | Von Toulouse nach Barcelona       | 6. Mai 2013      |
| 17    | Barcelona                         | 7. Mai 2013      |
| 18    | Von Alicante nach El Ejido        | 8. Mai 2013      |
| 19    | Von der Sierra Nevada nach Malaga | 9. Mai 2013      |
| 20    | Gibraltar                         | 10. Mai 2013     |
| 21    | Tangier                           | 13. Mai 2013     |
| 22    | Von Moullay Bousselham nach Rabat | 14. Mai 2013     |
| 23    | Casablanca                        | 15. Mai 2013     |
| 24    | Von Safi nach Guelmim             | 16. Mai 2013     |
| 25    | Von Cap Juby nach Dakhla          | 17. Mai 2013     |